# Nancy Sullivan
Nancy Sullivan (* 17. Oktober 1969 in Utah) ist eine US-amerikanische Fernsehmoderatorin, Model und Schauspielerin. 

## Filmografie (Auswahl)
- 1984: Single Bars, Single Women (Fernsehfilm)
- 1991: Matlock (Fernsehserie, Episode 5x17)
- 1993: Boiling Point – Die Bombe tickt (Boiling Point)
- 1994: Melrose Place (Fernsehserie, 2 Episoden)
- 1995: Guns and Lipstick
- 1997: JAG – Im Auftrag der Ehre (JAG, Fernsehserie, Episode 2x09)
- 1997: The Setting Sun
- 1997: Pretender (The Pretender, Fernsehserie, Episode 2x06)
- 1999: Seven Days – Das Tor zur Zeit (Seven Days, Fernsehserie, Episode 1x04)
- 1999–2002: The Amanda Show (Fernsehserie, 9 Episoden)
- 2003–2007: Drake & Josh (Fernsehserie, 46 Episoden)
- 2006: Drake & Josh unterwegs nach Hollywood (Drake & Josh Go Hollywood, Fernsehfilm)
- 2006–2007: Squirrel Boy (Fernsehserie, 12 Episoden, Stimme)
- 2007: Drake & Josh und die Riesengarnele (The Really Big Shrimp, Fernsehfilm)
- 2008: Fröhliche Weihnachten, Drake & Josh (Merry Christmas, Drake & Josh, Fernsehfilm)